# Sông Bạc
Sông Bạc là phụ lưu cấp 2 của sông Lô, chảy ở các xã Nậm Dịch, Thông Nguyên, Tân Trịnh, tỉnh Tuyên Quang, Việt Nam .
Sông Bạc dài cỡ 33 km.

## Dòng chảy
Sông Bạc bắt nguồn từ các suối ở vùng núi xã Nậm Dịch 22°36′52″B 104°44′24″Đ / 22,61444°B 104,74°Đ với dòng chính là Nậm Ong, chảy uốn lượn về hướng nam.
Đến bản Ngòi Ham xã Tân Trịnh 22°23′22″B 104°42′49″Đ / 22,38944°B 104,71361°Đ sông đổ vào sông Con, một phụ lưu cấp 1 của sông Lô .